# Norra Anundsjöån
Der Norra Anundsjöån ist mit zirka 100 Kilometern der längste der drei Quellflüsse des Moälven und hat ein Einzugsgebiet von 818 Quadratkilometern. Er entspringt als Karpsjöbäcken im Över-Karpsjön am Fuß des Berges Karpsjökasen, nördlich der Ortschaft Tjärn im südlichen Lappland. Danach fließt er durch mehrere kleine Seen in einem Sumpfgebiet und heißt Åselån. Er wechselt noch einmal den Namen und heißt kurzzeitig Åbosjöån, da er durch den Åbosjön fließt. An diesem See befindet sich eine ungefähr viertausend Jahre alte Felszeichnung, ein auf Stein gemalter Elch. Zehn Kilometer südöstlich von Solberg vereint sich der Fluss mit dem Solbergsån und trägt ab dort den Namen Norra Anundsjöån. Auf der rechten Flussseite liegt dort eines der größten Sumpfgebiete im Västernorrlands län, der Pengsjökomplexet. Auf der Höhe des Åskasjön liegt auf der linken Flussseite die Kubbe flygbas, benannt nach dem Ort Kubbe, einem der ältesten bewohnten Plätze in Ångermanland.

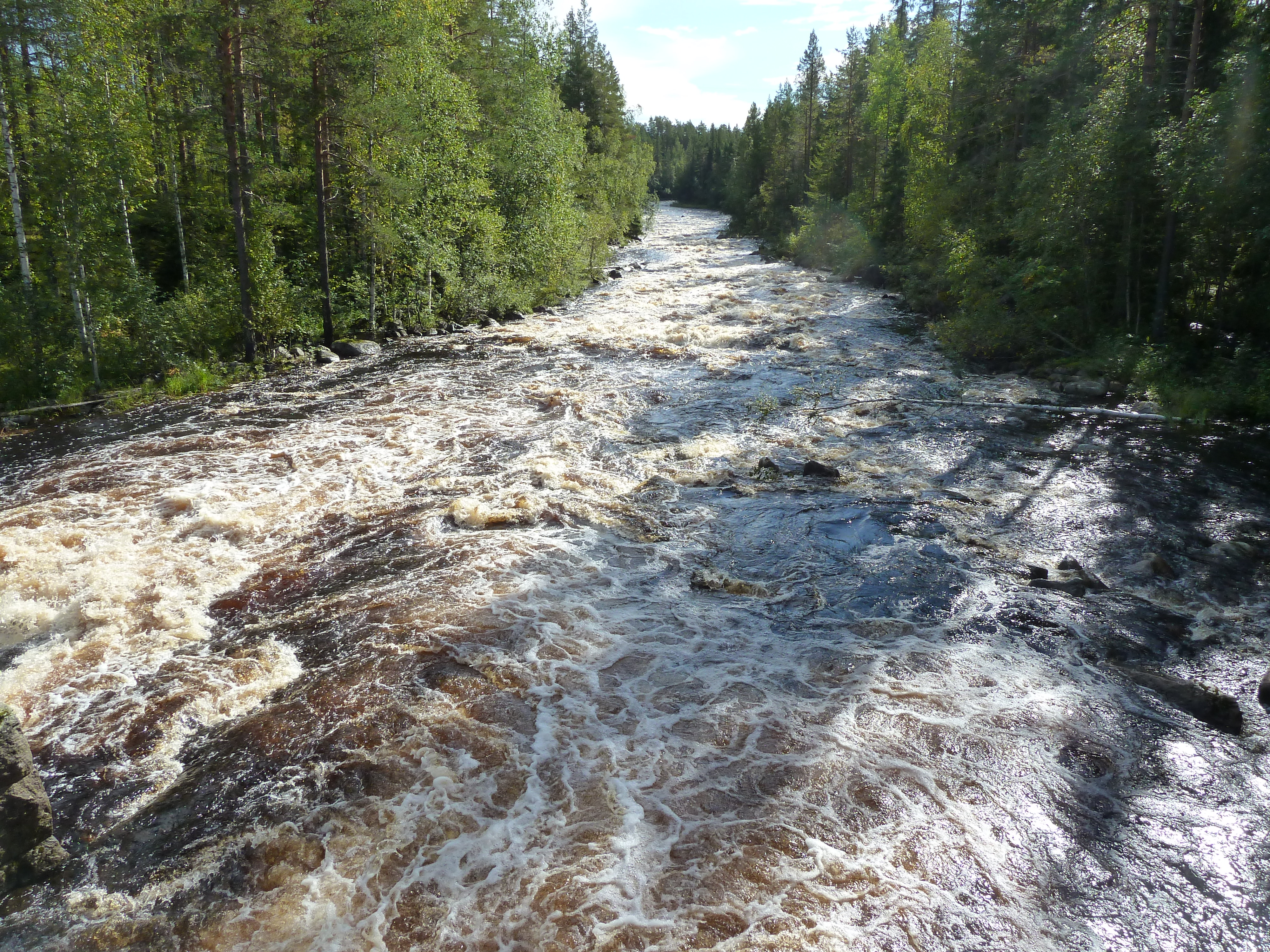
Stromschnellen im Norra Anundsjöån

In diesem Flussabschnitt befinden sich mehrere kleine Stromschnellen wie der Vintermyrforsen auf Höhe der Kubbe flygbas, der Djupdalsforsen auf Höhe der Südspitze des Åskasjön und der Djupmyrforsen südlich von Seltjärn. Zwischen Seltjärn und Kubbe hat der Norra Anundsjöån viele Altwasser, auf Schwedisch korvsjö (Wurstsee). Dies sind hufeisenförmige ehemalige Flussabschnitte, die entweder verlandet sind und noch in der Landschaft erahnt werden können, oder kleine Tümpel die vom Hauptstrom abgeschnitten sind. Kurz vor Kubbe mündet der aus dem Agnsjön kommende Agnsjöån in den Norra Anundsjöån.
Hinter Kubbe wird der Norra Anundsjöån am Kubbe kraftverk aufgestaut, dort liegt das ursprüngliche Flussbett auf einer Länge von vier Kilometern ein Großteil des Jahres trocken. Kurz vor dem Anundsjösjön fließen der Norra und Södra Anundsjöån zusammen und bilden den Moälven.

## Einzelnachweise

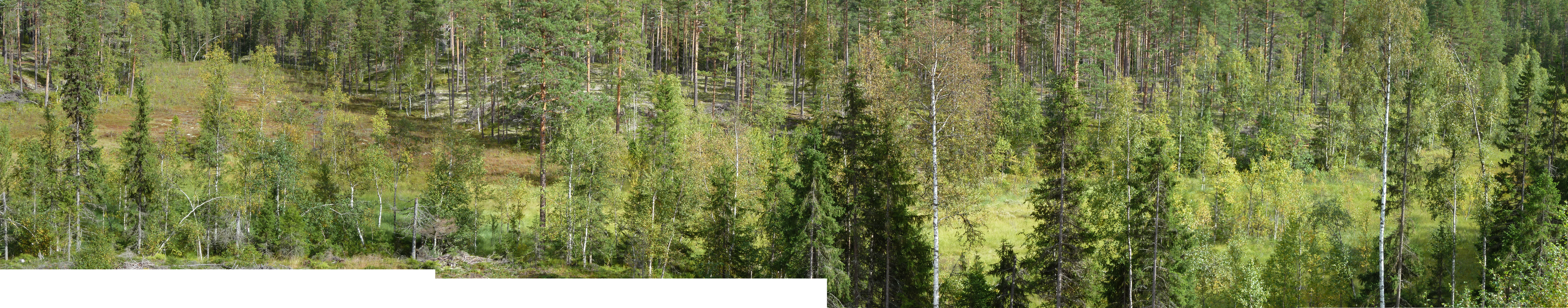
Wurstsee nahe Seltjärn

## Archäologische Funde
Am Agnsjön, westlich von Kubbe, wurden bei Ausgrabungen des Staatlichen historischen Museums und der Universität Umeå Ende der 1950er und Anfang der 1960er Jahre Wohnplätze aus der Jungsteinzeit (in Schweden bis 1800 v. Chr.), der Bronzezeit (1800 bis 500 v. Chr.) und der Eisenzeit (500 v. Chr. bis 1050 n. Chr.) gefunden. Dem Lauf des Norra Anundsjöån nach Norden folgend gibt es auf einer Länge von vier Kilometern ein Fallgrubensystem, dies zeugt von einer frühen Besiedlung des Gebietes. Neben den Fallgruben wurden auch Pfeilspitzen und Schaber aus Schiefer und Quarzit, Knochen und Bronzefragmente gefunden.